# Kbsp wz. 38M
O karabin samopowtarzalny wzór 38M (fuzil auto-repetitivo modelo 1938M, abreviado kbsp wz. 38M) é um fuzil semiautomático de 7,92 mm usado em pequenos números pelo Exército Polonês durante a invasão da Polônia, na Segunda Guerra Mundial.

## História
O fuzil foi projetado pelo engenheiro polonês Józef Maroszek (1904-1985). Ele era conhecido principalmente como o projetista do bem-sucedido fuzil antitanque wz. 35. Maroszek foi um dos três vencedores dos testes de fuzis autocarregáveis da Polônia em 1934. Vários protótipos e amostras de pré-produção de seu fuzil foram fabricados de 1936 a 1938. Após o recebimento de uma encomenda do exército polonês, a produção em pequena escala começou em 1938. Acredita-se que apenas cerca de 150 fuzis desse padrão foram concluídos antes do início da Segunda Guerra Mundial. A produção não foi retomada sob a ocupação alemã. Os fuzis wz. 38M foram fabricados pela Zbrojownia Nr. 2 (Arsenal Nº 2) em Varsóvia. Os canos foram fornecidos pela Państwowa Fabryka Karabinów (Fábrica Estatal de Fuzis) em Varsóvia.

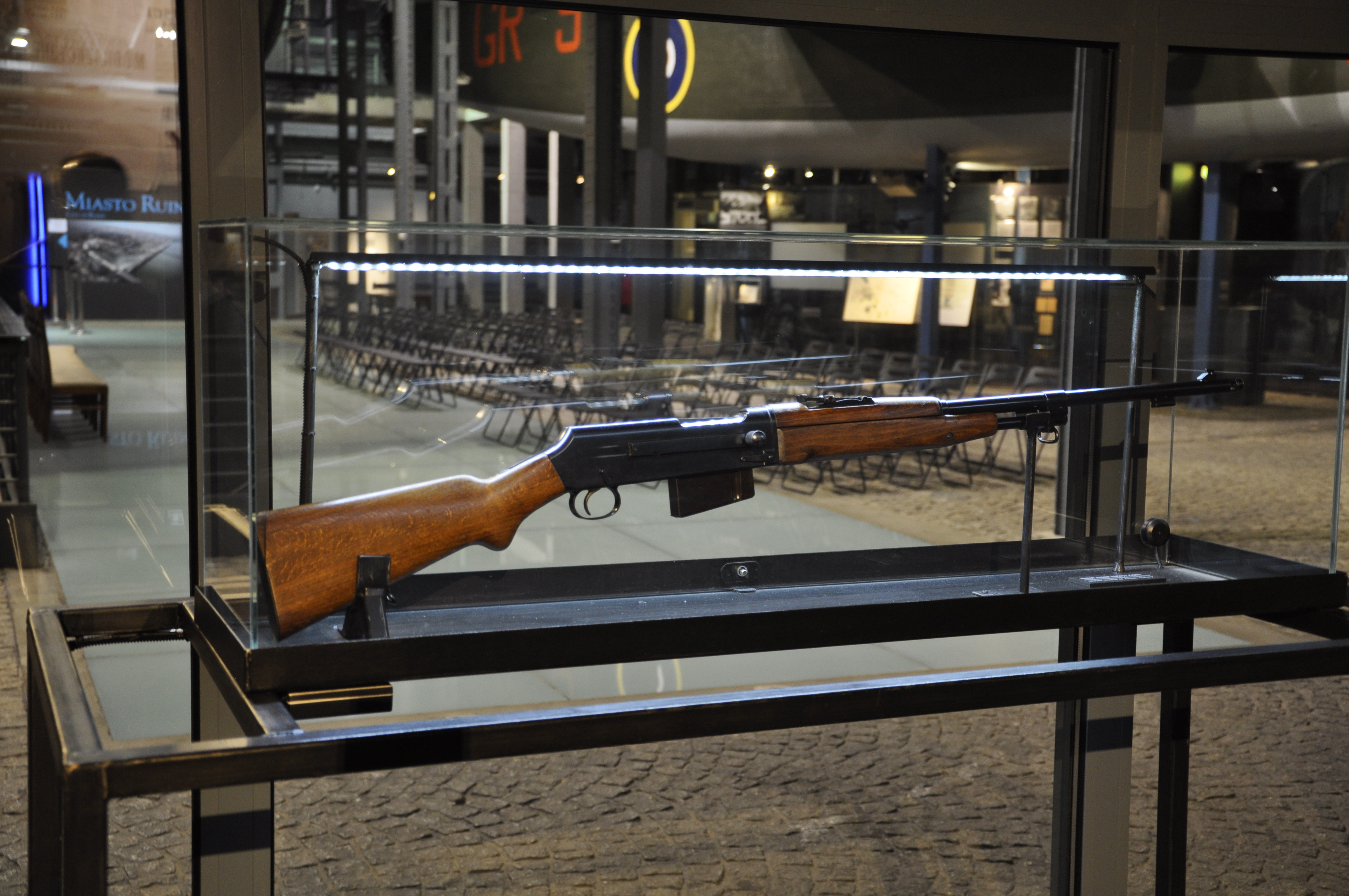
kbsp wz. 38M, número de série 1019 no Museu do Levante de Varsóvia

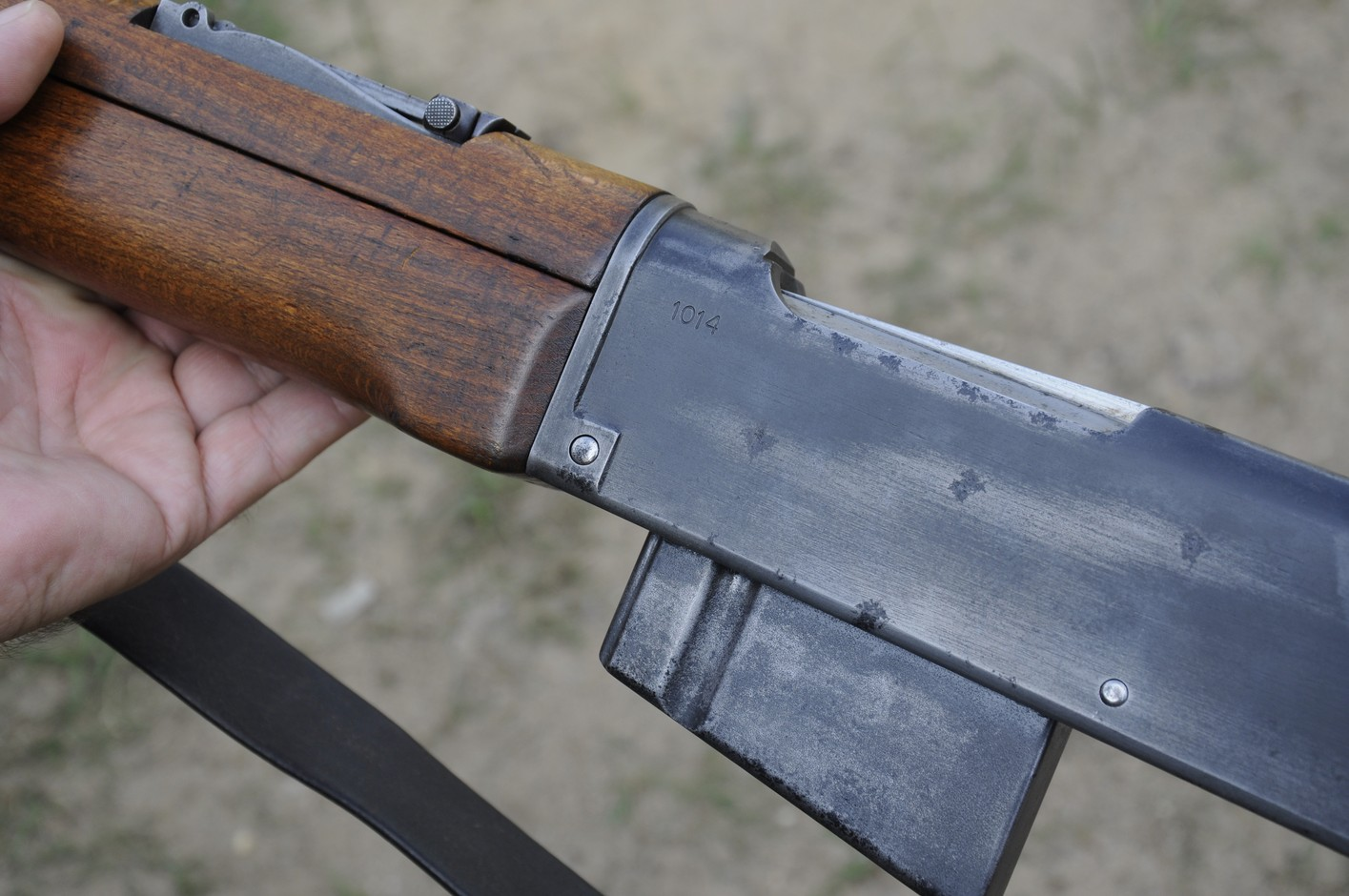
Fuzil kbsp wz. 38M com número de série 1014

O maior número de série observado é 1054 (presume-se que a numeração tenha começado em "1001", sem contar os protótipos e exemplares de pré-produção). A decisão de iniciar a produção em série do fuzil foi tomada na fábrica de armas Fabryka Broni, em Radom, em 1938. No entanto, não está claro se algum fuzil desse padrão saiu da fábrica de Radom antes da invasão alemã (todos os exemplares sobreviventes exibem as marcações "Zbr.2" do Arsenal nº 2). Maroszek afirmou ter visto um grupo de soldados alemães armados com fuzis wz. 38M na Varsóvia ocupada. Esta é talvez a única indicação de que os fuzis foram reemitidos para as tropas alemãs.
O fuzil é operado a gás com o tubo de gás localizado sob o cano. Ele possui um sistema Browning/Petter no qual o ferrolho se inclina para cima para travar; no caso do kbsp wz. 38M, contra a borda frontal da abertura de ejeção/carregamento na parte superior do receptor. Ele tem um carregador não destacável de dez tiros carregado a partir de clipes (pentes) Mauser. A alavanca de segurança está localizada no lado direito do receptor, logo acima do gatilho. O fuzil tem uma alça de mira tangente estilo Mauser graduada de 300 a 2.000 m. O suporte de baioneta aceita um padrão polonês wz. 29, e o cano é equipado com um freio de boca para melhorar o recuo. Para um fuzil autocarregável pioneiro, seu projeto é notavelmente avançado em sua simplicidade e funcionalidade; por exemplo, é composto de várias subseções interligadas por um único pino de aço removível e, portanto, pode ser desmontado em instantes. Quando o último tiro é disparado, o ferrolho é travado novamente. O fuzil também possui uma função interessante semelhante à do ZH-29 tchecoslovaco, onde, se a arma estiver carregada com clipes, o ferrolho pode ser liberado para a bateria ao puxar o gatilho. Há também uma alavanca de manejo não recíproca localizada no lado direito do fuzil.
Hoje, este é um fuzil militar difícil de encontrar no mercado de colecionadores. Existem apenas nove exemplares conhecidos em coleções ao redor do mundo (1. Museu do Exército Polonês, Varsóvia, Polônia, desativado; 2. Museu Central das Forças Armadas, Moscou, Rússia; 3, 4, 5, 6, 7 e 8. coleções particulares nos Estados Unidos; 9. coleção particular na Alemanha). Os números de série conhecidos são: 1014, 1017, 1019, 1027, 1030, 1040, 1048 e 1054. (Os números de série dos fuzis do museu russo e da coleção de Ohio são desconhecidos.)
Em abril de 2017, o fuzil de número de série 1048 foi adquirido em leilão em excelentes condições pelo Ministério da Defesa Nacional da Polônia por US$ 69.000. Um representante do ministério anunciou que o fuzil seria exibido no Museu do Exército Polonês.

## Relação sobre o uso em combate
Segundo o relato de Maroszek, enquanto o pessoal evacuava o Instytut Techniki Uzbrojenia (Instituto de Tecnologia de Armamentos), o trem em que viajavam foi atacado perto da cidade de Zdolbuniv por dois aviões de guerra alemães voando em baixa altitude. Como ele mesmo afirma em suas memórias, Maroszek continuou atirando pela janela com seu fuzil wz. 38M, matando o artilheiro e ferindo o piloto de um dos aviões, forçando-o a pousar.